# Franz Ehrlich (Politiker)
Franz Ehrlich (* 21. Dezember 1882 in Uggowitz; † 8. Mai 1957 in Klagenfurt am Wörthersee) war ein österreichischer Forstmeister und Politiker.

## Leben
Franz Ehrlich war der Sohn des Bürgermeisters von Uggowitz im Kanaltal, das damals zu Kärnten gehörte. Nach der Volksschule in seinem Heimatort besuchte er die Realschule in Klagenfurt. Anschließend studierte an der Hochschule für Bodenkultur in Wien, wo er 1904 das Ingenieursdiplom erwarb. Er arbeitete von 1904 bis 1907 bei der staatlichen Forstverwaltung in Tarvis und von 1907 bis 1918 beim forsttechnischen Dienst der politischen Verwaltung in Cattaro und Hermagor. 1918 wurde er Oberforstmeister der Porcia’schen Domäne in Spittal an der Drau.
Politisch betätigte er sich für die Christlichsoziale Partei (CS) und leitete deren Bezirksorganisation und Ortsgruppe in Spittal. Zugleich war er Mitglied der Kärntner CS-Landesparteileitung. Von 1921 bis 1930 gehörte er dem Gemeinderat von Spittal an. Er war auch Mitglied des Landesschulrats. Von September 1926 bis Mai 1927 und erneut von Oktober 1927 bis November 1934 war Ehrlich Mandatar im Kärntner Landtag, wobei er von Oktober 1929 bis Ende 1930 das Amt des Dritten Landtagspräsidenten innehatte.
Am 7. März 1934 wurde Ehrlich Landesrat für Finanzen, als solcher vertrat er während der Zeit der Ständestaatsdiktatur Kärnten im Länderrat. Ab November 1936 bekleidete er außerdem das Amt des Landesstatthalters.
Nach dem „Anschluss“ Österreichs an das nationalsozialistische Deutschland wurde Ehrlich seiner Ämter enthoben. Während der Zeit des Nationalsozialismus arbeitete er in der Privatwirtschaft. 1945 wurde er rehabilitiert und betätigte sich noch einige Jahre als Forstdirektor.

## Belege
1. ↑  Die Wahl der Landesregierung. In: Kärntner Tagblatt, 9. März 1934, S. 2 (online bei ANNO).

| Personendaten    | Personendaten                               |
| ---------------- | ------------------------------------------- |
| NAME             | Ehrlich, Franz                              |
| KURZBESCHREIBUNG | österreichischer Forstmeister und Politiker |
| GEBURTSDATUM     | 21. Dezember 1882                           |
| GEBURTSORT       | Uggowitz                                    |
| STERBEDATUM      | 8. Mai 1957                                 |
| STERBEORT        | Klagenfurt am Wörthersee                    |